# Особливо небезпечний (фільм)
«Особливо небезпечний» (англ. Wanted, досл. «Розшукується») — німецько-американський бойовик 2008 року, сюжет якого віддалено базується на однойменному коміксі Марка Міллара. Режисер фільму — Тимур Бекмамбетов. У головних ролях знялися Джеймс Мак-Евой, Анджеліна Джолі, Морган Фріман.
Світова прем'єра фільму відбулася в Лондоні 12 червня 2008 року. В Україні фільм вперше було показано 26 червня 2008 року.

## Сюжет
Головний герой — 24-річний Веслі Гібсон — звичайний клерк, що працює в компанії на жахливу скандальну жінку-боса, яка постійно дорікає Веслі. Він мешкає у квартирі навпроти залізничних шляхів із дівчиною, яка спить із його другом. Від усіх негараздів Веслі регулярно приймає антидепресанти від нападів паніки, що переслідують його на кожному кроці.
Та одного разу в супермаркеті його зупиняє дивна жінка Фокс. Вона повідомляє, що батька Веслі, що покинув його матір, коли дізнався про народження дитини, нещодавно було вбито кілером Кроссом, який зараз слідкує за Гібсоном. Вона починає відстрілюватися від нього, а потім Фокс і Веслі тікають на машині, переховуючись від кілера.
Веслі прокинувся в невідомому приміщені, оточений дивними людьми, в числі яких була й Фокс. Чоловік на ім'я Слоан запропонував чоловікові на відстані кількох метрів влучити з пістолета в крила мухи. На здивування самого Веслі, йому це вдалося. Тоді Слоан пояснив, що тисячу років тому ткачі заснували таємне Братерство, головою якого зараз є сам Слоан. Також він розповів, що приступи паніки Веслі — насправді прояви його надзвичайних здібностей. У критичних ситуаціях його серце б'ється з частотою в 400 ударів у хвилину, і тоді його зір стає набагато гострішим. Слоан сказав, що Веслі має помститися вбивці свого батька. Веслі отримав у спадок більше трьох із половиною мільйонів доларів. Це змінило хлопця: наступного дня на роботі він зумів дати відсіч нападам свого боса. Пістолет він заховав удома в бочці унітазу. А потім вирішив, що хоче дізнатися, ким він є насправді, тому має долучитися до Братерства ткачів.
Із цього дня його почали суворо тренувати на текстильній фабриці, де була база Братерства. Із часом його навчили використовувати свої надзвичайні вміння, покращили реакцію та навчили стріляти по параболі.
Слоан завів Гібсона до таємної кімнати, де знаходилася тканина долі: за пошкодженими нитками на ній можна було скласти літери — так члени Братерства отримували інформацію, кого треба вбивати наступним. Коли Веслі був готовий до роботи кілером, йому доручили вбивство людини, та він не зміг вистрілити. Тоді Фокс переконала його: можливо, вбиваючи одного, вони рятують життя десятків інших людей.
Він виконав своє перше завдання. Потім Веслі мав мститися вбивцеві свого батька. Під час переслідування його зачепила куля. За кулею він зміг дізнатися, хто стріляв у нього — це був кілер Кросс. Він слідував за ним у потязі, а тим часом Фокс також отримала наступне замовлення — вбити самого Веслі, тому жінка переслідувала цей потяг на машині.
Через перестрілку потяг зійшов із колії на мосту, і Кросс схопив Веслі над прірвою. Та Веслі вистрілив у нього. Потім Фокс мала вбити самого Гібсона, та він стрибнув із потяга.
Наступного дня він опинився в кімнаті разом із чоловіком, що виготовив кулю для Кросса. Він повідомив Веслі, що Кросс і був його справжнім батьком: його квартира була розташована навпроти квартири Гібсона, тому що батько слідкував за сином. Насправді тканина долі визначила наступним замовленням Братерства самого Слоана. Дізнавшись про це, Кросс залишив Братерство. Тоді Слоан наказав вбити самого Кросса, та його не зміг би ніхто переслідувати, окрім сина. Для цього й завербували Веслі.
Дослідивши папери батька, якого він сам і вбив, Гібсон дізнався про план, за яким він мав знищити Слоана: Веслі за допомогою арахісового масла спіймав сотні щурів, до яких прилаштував вибухівку. Цих щурів він запустив на текстильну фабрику й підірвав будівлю. Тоді він самотужки вбив більшість членів організації. Останні з них знаходилися в кімнаті, разом із Фокс і Слоаном. Веслі розповів, що тканина визначила наступним, коло треба вбити Слоана, проте Слоан додав, що тканина наказала вбити всіх присутніх членів Братерства, тому він вирішив зберегти організацію й вбити «зрадника» Кросса. Для них залишився вибір: або слідувати наказу тканини й вбити самих себе, або вбити Веслі й продовжувати свою роботу в Братерстві. Фокс вирішила це за них: вона однією кулею вбила всіх присутніх членів Братерства, в тому числі й себе саму і потім кинула пістолета Веслі.
На той час Слоан вже втік. Пізніше він пішов на його роботу, намагаючись вбити Веслі там, проте Гібсон у цей час перебував за кілька кварталів і влучив у Слоана.

## У ролях
- Джеймс Мак-Евой — Веслі Гібсон — 24-річний клерк, якого завербувало Братерство ткачів;
- Анджеліна Джолі — Фокс;
- Морган Фріман — Слоан — лідер братерства;
- Томас Кречманн — кіллер, що залишив Братерство; справжній батько Веслі;
- Common — Ерл Спеллман / Зброяр;
- Костянтин Хабенський — експерт Братерства з вибухівки, яку він приєднував до щурів;
- Марк Воррен — Ремонтник, експерт Братерства з відновлення;
- Теренс Стемп — Пекварський;
- Кріс Пратт — Беррі — співпрацівник Веслі, коханець його дівчини;
- Крістен Гаґер — Кеті — дівчина Веслі

## Дубляж
Літературним перекладом фільму на російську мову займався Сергій Лук'яненко, тому що, на думку режисера Бекмамбетова, він є спеціалістом того, як думає сучасна аудиторія. Багато епізодів фільму було адаптовано для російськомовних глядачів: головний герой користується банкоматом російською мовою; коли Веслі б'є свого співпрацівника Беррі клавіатурою, із клавіш склалася фраза «fuck you» (укр. іди до біса), а в російській версії — «пшел нах» і т. д.
За переклад фільму на українську мову відповідав Олекса Негребецький. Фінальну фразу в російській версії фільму — «Влучив» (рос. Попал), — яку вимовляє актор Джеймс Макевой, в англійській і, відповідно, в українській версії замінила на фразу «А що ви зробили останнім часом?».

## Саундтрек
Для створення музики до кінофільму було запрошено Денні Ельфмана, що раніше заявляв, що є фаном «Нічної Варти» Тимура Бекмамбетова.
Головна композиція «The Little Things» спочатку являла собою гітарний риф, потім Бекмамбетов попросив композитор також додати ударні й слова. Зрештою, виявилося, що Ельфман вчив російську мову, тому погодився виконати російськомовну версію пісні.
| #   | Назва                                                       | Тривалість |
| --- | ----------------------------------------------------------- | ---------- |
| 1.  | «Незначні речі / The Little Things»                         | 3:26       |
| 2.  | «Успішний монтаж / Success Montage»                         | 3:32       |
| 3.  | «Сюїта Братерства / Fraternity Suite»                       | 3:28       |
| 4.  | «Офісне життя Веслі / Wesle's Office Life»                  | 5:15       |
| 5.  | «Інтрига / The Scheme»                                      | 1:44       |
| 6.  | «Fox In Control»                                            | 2:16       |
| 7.  | «Ласкаво просимо до Братерства / Welcome To The Fraternity» | 4:28       |
| 8.  | «Історія Фокс / Fox's Story»                                | 3:29       |
| 9.  | «Exterminator Beat»                                         | 2:52       |
| 10. | «Щури / Rats»                                               | 3:28       |
| 11. | «Потяг / The Train»                                         | 3:59       |
| 12. | «Помста / Revenge»                                          | 4:33       |
| 13. | «Рішення Фокс / Fox's Decision»                             | 2:29       |
| 14. | «Зламуючи код / Breaking The Code»                          | 1:21       |
| 15. | «Доля / Fate»                                               | 1:46       |

## Нагороди
- У 2009 році фільм було номіновано на нагороду «Оскар» за «найкращий звук» та «найкращі звукові ефекти».
- У тому ж році кінострічку було номіновано на нагороду MTV Movie Awards (номінації "Найкраще виконання жіночої ролі — Анджеліна Джолі; «Найкращий цілунок» — Джеймс МакЕвой та Анджеліна Джолі; «Найкращий пікантний епізод»).[6]
- У 2008 «Особливо небезпечний» було номіновано на нагороду «Вибір підлітків» (Teen Choice Awards) — номінація «Фільм літа».

## Кінокритика
- На сайті Metacritic кінофільм отримав рейтинг у 64 %.[7]
- На сайті Rotten Tomatoes рейтинг фільму становить 71 (140 схвальних відгуків і 57 несхвальних).[8]
- Фонд «Суспільної думки» проводив опитування російських глядачів фільму (у Москві, Санкт-Петербурзі, Єкатеринбурзі й Нижньому Новгороді, всього 840 людей). За результатами, 57 % глядачів вважають фільм «проривом російського кіно», 33 % не погодилися з цим, або не змогли відповісти. «Особливо небезпечний» сподобався 82 % глядачів і не сподобався 16 %.[9]

## Касові збори
Під час показу в Україні, що розпочався 26 червня 2008 року, протягом перших вихідних фільм демонстрували на 80 екранах, що дозволило йому зібрати $653,884 і посісти 1 місце в кінопрокаті того тижня. Фільм опустився на другу сходинку українського кінопрокату наступного тижня, хоч досі демонструвався на 80 екранах і зібрав за ті вихідні ще $422,166. Загалом фільм в кінопрокаті України пробув 10 тижнів і зібрав $1,839,849, посівши 8 місце серед найбільш касових фільмів 2008 року.

## Відсилання до коміксу
Сюжет і розвиток подій у фільмі сильно відрізняються від коміксу. До того ж комікс набагато жорсткіший і цинічніший за фільм.
- Персонаж Веслі Гібсон і вся історія зв'язана з його службою клерком;
- Персонаж Фокс. Однак в коміксі Фокс — негритянка (за словами Міллера, він змалював цього персонажа з акторки Геллі Беррі);
- Персонаж батька Веслі. Однак у фільмі Веслі на початку не знає, хто його справжній батько — за батька Веслі видають загиблого члена Братства. У коміксі батько Веслі зімітував власне убивство, щоб Веслі зміг зайняти його місце в Братстві. У фільмі батька Веслі звати Кросс, в коміксі — Кіллер.
- У фільмі розповідається про Братство Кравців-убивць, яке займається ліквідацією людей, які загрожують порядку у світі. В коміксі розповідається про Братство Суперзлодіїв, які в недалекому минулому знищили усіх супергероїв і захопили контроль над світом, керуючи ним як підпільна організація;
- Під час тренування Веслі, Фоксі і Зброяр в розмові згадують Соломона Зельцера як одного з рядових членів Братства. В коміксі Соломон Зельцер — голова американської філії Братства;
- Серед одного з убитих Кроссом членів Братства згадується Ріхтер як рядовий член Братства. В коміксі Ріхтер — голова австралійської філії Братства і за сумісництвом головний антигерой коміксу.